# Thomas Frei (ciclista)
Thomas Frei (Losanna, 19 gennaio 1985) è un ex ciclista su strada ed ex ciclocrossista svizzero.

## Carriera
Nell'aprile del 2010, dopo essere risultato positivo all'EPO, ha ammesso di aver fatto uso della sostanza dopante nelle stagioni precedenti, venendo subito licenziato dalla BMC Racing Team e poi squalificato per due anni.

## Palmarès

### Strada
- 2002 (Juniores)

Campionati svizzeri, Prova in linea Junior
- 2003 (Juniores)

3ª tappa Grand Prix Rüebliland (Schneisingen > Schneisingen)
- 2009 (BMC Racing Team, una vittoria)

4ª tappa Grand Prix Tell (Nottwil > Nottwil)

#### Altri successi
- 2006 (Dilettanti)

Campionati svizzeri, Prova in salita Under-23
Classifica scalatori Mainfranken-Tour
- 2012 (Christina Watches-Onfone)

1ª tappa Tour of China I (Xi'an, cronosquadre)

## Piazzamenti

### Classiche monumento
- Liegi-Bastogne-Liegi

2007: ritirato

### Competizioni mondiali
- Campionati mondiali

Heusden-Zolder 2002 - In linea Junior: 107º
Hamilton 2003 - Cronometro Junior: 19º
Hamilton 2003 - In linea Junior: 30º
Salisburgo 2006 - Cronometro Under-23: 28º
Salisburgo 2006 - In linea Under-23: 50º
Varese 2008 - Cronometro Elite: 41º
Varese 2008 - In linea Elite: ritirato

### Competizioni europee
- Campionati europei

Valkenburg 2006 - Cronometro Under-23: 4º
Valkenburg 2006 - In linea Under-23: 47º